# Rượu vang đá

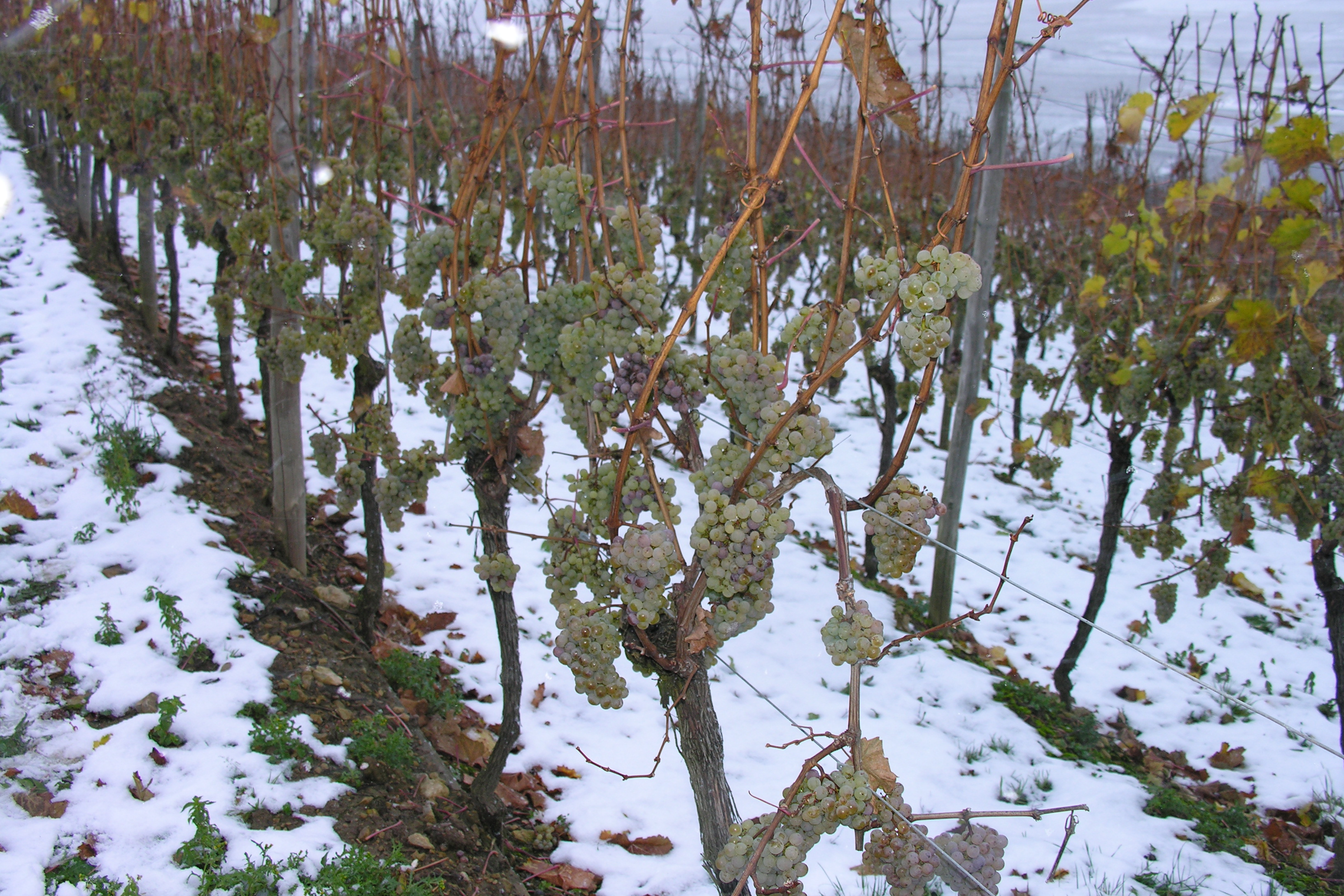
Giàn nho đóng băng (Luxembourg)

Rượu vang đá (tiếng Anh: ice wine, tiếng Đức: Eiswein) là một loại rượu vang tráng miệng làm từ quả nho chín đã đóng băng khi còn trên giàn nho. Nho đóng băng sau khi được nghiền sẽ cho ra nước ép đậm đặc và ngọt hơn nho thường. Ngành sản xuất rượu nho được cho là có rủi ro cao và yêu cầu lượng lớn nhân công để thu hoạch nho ngay lập tức trong vòng vài giờ đồng hồ vào buổi sáng đầu tiên khi mà nhiệt độ đủ lạnh. Do đó sản lượng rượu vang đá trên thế giới tương đối thấp, khiến cho loại rượu vang này có giá thành cao. Hiện nay Canada là nước sản xuất rượu vang đá lớn nhất thế giới, tiếp đến là Đức.

## Lịch sử
Tồn tại một số minh chứng cho rằng nho đóng băng từng được dùng để làm rượu vang từ thời kỳ La Mã cổ đại. Theo nhà tự nhiên học Gaius Plinius Secundus, một số loài nho nhất định được thu hoạch ngay sau đợt đóng băng đầu tiên trong năm. Nhà thơ Marcus Valerius Martialis thì cho rằng quả nho nên được thu hoạch vào tháng 11 hoặc vào lúc đã đóng băng và có sương muối. Người ta không tìm thấy được thông tin về loại rượu cũng như quá trình làm rượu từ quả nho đóng băng. Không thể loại trừ các ghi chép về rượu nho khô thời La Mã cổ làm từ trái nho khô trên giàn và được thu hoạch ngay trước ngày giá rét đầu tiên. Các phương pháp làm rượu nho trên đều đã bị thất truyền. Xã Chiomonte tọa lạc trên đồi Susa từng là nơi làm rượu nổi tiếng thời La Mã cổ và cho đến nay là một trong những địa phương làm rượu vang đá hiếm hoi ở Ý.

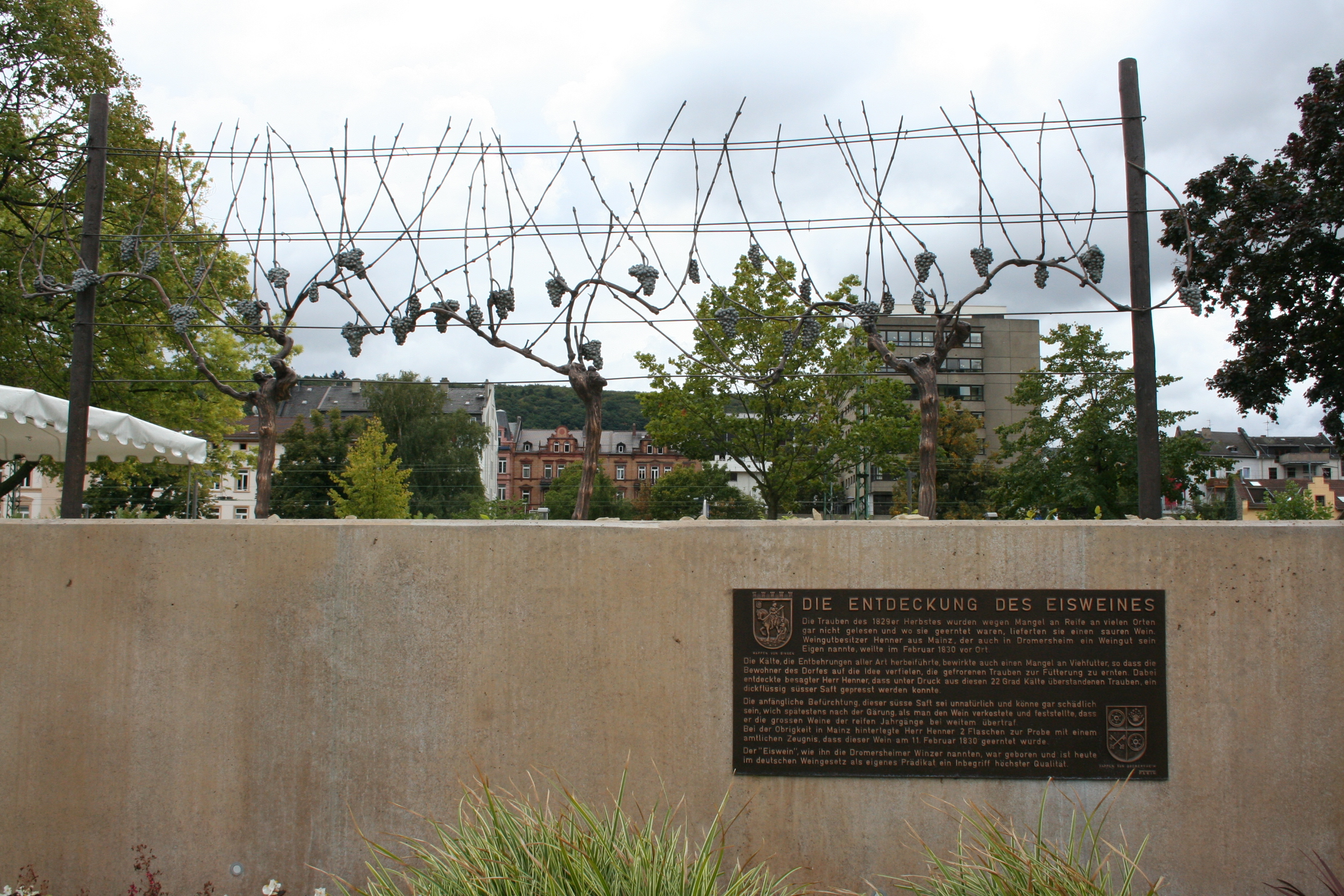
Đài kỉ niệm vụ thu hoạch nho vang đá đầu tiên tại Bingen, 1830.

Người ta cho rằng rượu vang đá thời kỳ hậu La Mã được làm đầu tiên vào năm 1794 ở xứ rượu vang (Anbaugebiete) Franken, đông bắc bang Bayern. Một tài liệu đáng tin cậy ghi chép về vụ thu hoạch nho đóng băng vào ngày 11 tháng 2 năm 1830 tại xã Dromersheim gần thị trấn Bingen và xứ rượu vang Rheinhessen. Trong vụ thu thoạch nho năm 1829, thời tiết trở rét đậm. Người trồng nho khi đó quyết định không hái nho mà để yên nho trên giàn để làm thức ăn cho gia súc về sau. Khi nhận thấy rằng loại nho này khi lên men có vị rất ngọt, người nghệ nhân đã nghiền chúng ra để làm rượu và cho ra đời rượu vang đá. Đầu thế kỷ 19, sau khi dòng rượu Spätlese và rượu Auslese được tạo ra, rượu vang ngọt làm từ nho chín kĩ trở thành loại rượu vang Đức đắt giá nhất. Những loại rượu này được làm từ những quả nho bị nhiễm nấm Botrytis cinerea, vì thế loại rượu eiswein tại Đức hiện nay có thể nói là khác biệt và mới hơn loại rượu nho nhiễm nấm Botrytis.

### Tại Đức
Trong giai đoạn từ đầu thế kỉ 19 tới tận năm 1960, việc thu hoạch nho để làm rượu vang đá rất hi hữu, chỉ có sáu vụ thu hoạch nho trong thế kỷ 19 được ghi chép lại. Trong số đó có tường thuật về vụ thu hoạch nho vào năm 1858, năm mà eiswein lần đầu tiên được ủ tại xưởng rượu Schloss Johannisberg. Người nghệ nhân không đặt trọng tâm vào việc sản xuất đại trà rượu eiswein và nguyên nhân người ta ủ mẻ rượu này có thể là do điều kiện thời tiết quá khắc nghiệt mà rất lâu mới có một đợt như vậy. Chỉ khi ứng dụng máy ép nho bằng túi khí (pneumatic bladder press) thì sản lượng cũng như tần suất sản xuất rượu vang đá mới tăng đáng kể, từ đó đưa việc sản xuất loại vang này đi vào thực chất.
Sản lượng của một số loại vang đá tại Đức tăng dần từ năm 1961 và độ phổ biến của chúng cũng tăng trong những năm kế tiếp. Việc thu hoạch và sản xuất được hỗ trợ bởi các phát minh công nghệ tân tiến, ví dụ như hệ thống đèn điện hoạt động bằng máy phát điện di động dùng để phát sáng vào rạng sáng ngày thu hoạch nho và hệ thống báo động nhiệt độ được điều khiển từ xa. Quả nho sẽ bị hỏng sau khi rã đông do các tinh thể đá phá vỡ vách tế bào bên trong. Vì vậy việc thu hoạch cần phải được hoàn tất trong vòng một vài tiếng vào rạng sáng đầu tiên có nhiệt độ đủ lạnh. Để tránh các loài thú tự nhiên ăn quả nho chín, người ta dùng màng bọc bằng nhựa để bọc các giàn nho lại trong thời gian từ lúc nho bắt đầu chín cho tới ngày rét đậm đầu tiên.

### Tại Canada
Vào năm 1972, một người Đức nhập cư tại Canada tên là Walter Hainle đã tiến hành sản xuất rượu vang đá lần đầu tiền tại xứ rượu vang Okanagan Valley, tỉnh British Columbia, Canada. Mẻ rượu này được tiến hành trong một đợt rét sớm bất thường, cho sản lượng vang đá là 40 lít. Ông Hainle ban đầu không có ý định bán đi số vang này nhưng sau đó ông đã bán nó vào năm 1978.

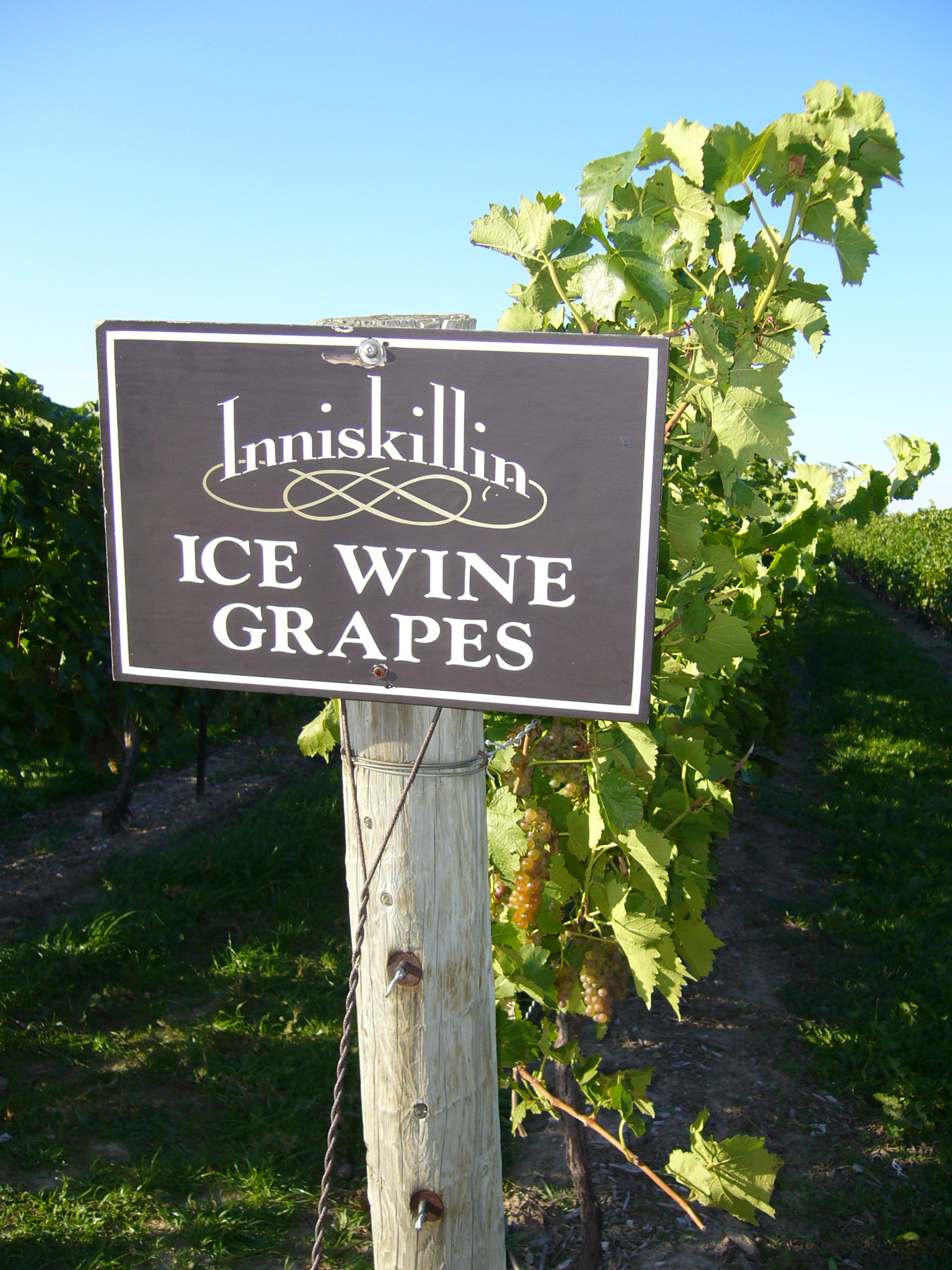
Giàn nho vang đá tại Inniskillin, xưởng vang đầu tiên tại Canada sản xuất rượu vang đá với mục đích thương mại vào năm 1984

Trong năm 1983, hai xưởng vang Inniskillin, Reif Estate tại bán đảo Niagara cùng Hillebrand và Pelee Island thuộc tỉnh Ontario đều để yên nho trên giàn để tiến hành sản xuất rượu vang đá. Trong khi Inniskillin và Reif Estate mất hết số nho do bị chim ăn, Hillebrand và Pelee Island cũng không khá hơn khi chỉ thu hoạch được một lượng nho đóng băng ít ỏi. Một năm sau, Inniskillin - dưới sự điều hành của đồng chủ xưởng người Áo là ông Karl Kaiser - đã trở thành xưởng rượu vang Canada đầu tiên sản xuất rượu vang đá với mục đích thương mại. Ông Kaiser đã dùng lưới để bảo vệ giàn nho Vidal của xưởng và sản xuất thành công dòng vang đá đầu tiên của Inniskillin với cái tên "Eiswein".
Sau khi việc sản xuất vang đá đã đặt được nền móng trong thương mại, rượu vang đá Canada ngày càng phổ biến đối với người tiêu dùng và nhà phê bình trong nước. Nhờ có khí hậu rét đậm vào mùa đông, nhiều nhà sản xuất và các xứ rượu vang khác tại Canada đã tiến hành sản xuất vang đá một cách đại trà. Bước đột phá quốc tế của rượu vang đá Canada là khi loại vang đá Vidal 1989 của Inniskillin đạt giải Grand Prix d'Honneur tại triển lãm Vinexpo 1991. Vào thập kỷ 1990, các xưởng rượu vang tăng cường trồng giống nho Vitis vinifera có nguồn gốc từ châu Âu để mở rộng danh mục các giống nho thu hoạch vào ngày rét và có sương muối. Đầu thập kỷ 2000, Canada trở thành nước sản xuất rượu vang đá lớn nhất trên thế giới. Năm 2001, Liên minh châu Âu mở đường cho cho việc nhập khẩu vang đá Canada, đồng thời công nhận sự tương đương về tiêu chuẩn rượu.

## Các nước sản xuất rượu vang đá

### Canada

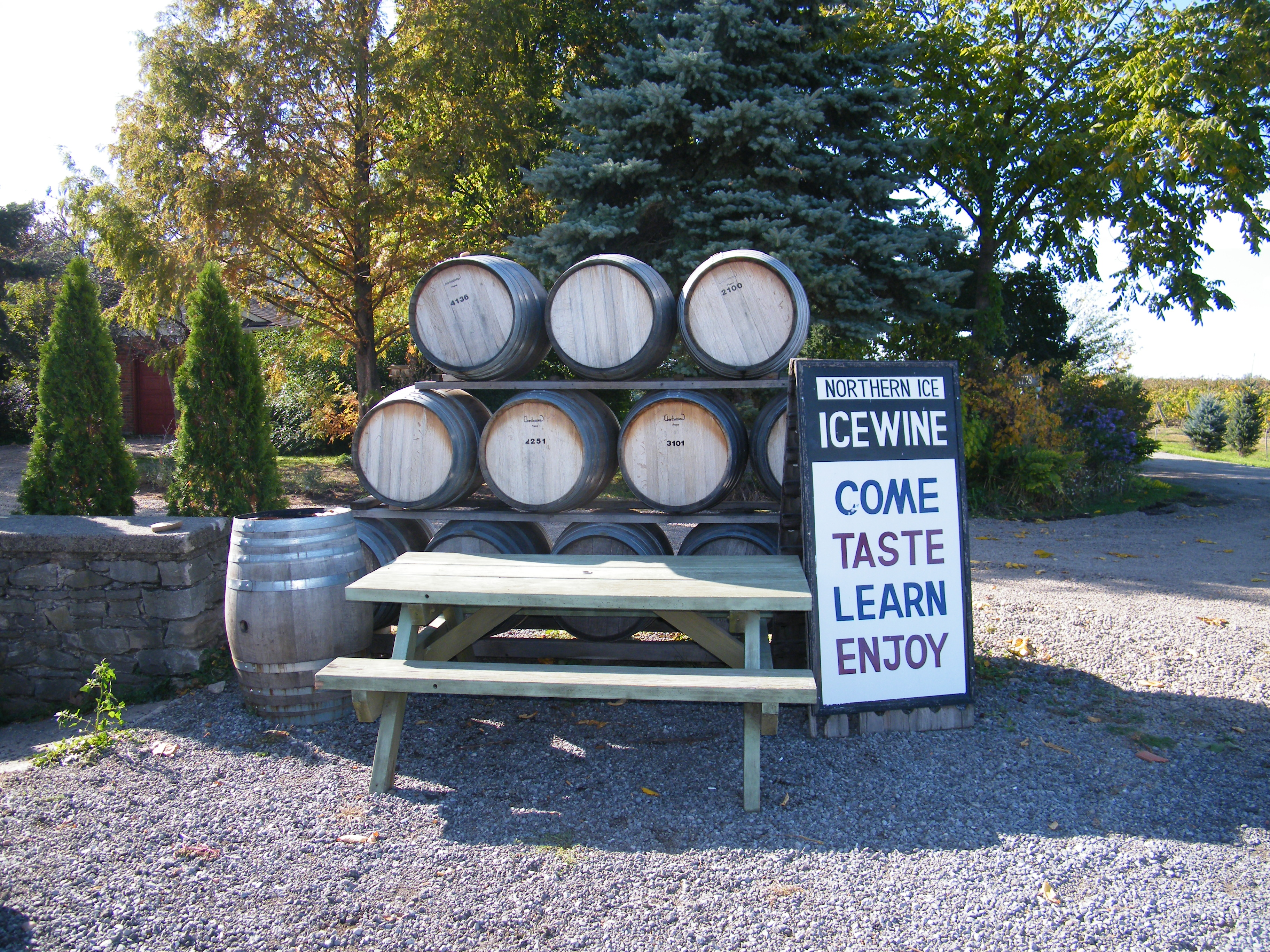
Một chồng thùng rượu gỗ tại xưởng rượu vang The Ice House, bán đảo Niagara.

Bán đảo Niagara nằm tại tỉnh Ontario, trái ngược với các xứ rượu vang khác trên thế giới, có mùa đông lạnh giá hằng năm và hiện được coi là nhà sản xuất vang đá lớn nhất thế giới. Sản lượng rượu vang đá của Canada lớn hơn tổng sản lượng rượu vang đá của tất cả các quốc gia khác. Các xưởng vang tại tỉnh Ontario sản xuất được 800,000 lít vang đá trong năm 2016, chiếm tới khoảng 90% lượng rượu vang đá được sản xuất tại Canada. Một số tỉnh khác tại nước này cũng có hộ trồng nho và ủ rượu vang đá, trong đó có tỉnh British Columbia, Québec và Nova Scotia. Việc sản xuất rượu vang đá tại hai tỉnh British Columbia và Ontario hiện nằm dưới sự điều chỉnh của Hệ thống quản lý chất lượng Vintners (VQA). Để có thể được dùng làm rượu vang đá thì mức đường trong nho cần phải cao hơn mức sàn là 35 độ Brix (tức là 35 gam saccarose trên 100 gam dung dịch), cao hơn so với mức sàn khi làm rượu eiswein của Đức. Những trái nho không đạt mức đường trên sẽ được chuyển sang để sản xuất các dòng rượu bậc thấp hơn như Special Select Late Harvest (vang nho chín kĩ đặc tuyển) và Select Late Harvest (vang nho chín kĩ). Sau sự kiện một xưởng vang di dời nho lên núi cao để tìm cái rét giá vào năm 1999 trong nỗ lực đối phó với nhiệt độ mùa đông chưa đủ lạnh, chính quyền tỉnh British Columbia đã tiến hành siết chặt hơn nữa quy định đối với lĩnh vực sản xuất rượu vang đá vào năm 2000.
Mặc dù Pelee Island và Hillebrand là hai xưởng vang đá thương mại đầu tiên của Canada, nhưng từ năm 1983, Inniskillin mới được coi là xưởng vang đá Canada được biết đến rộng rãi nhất với tư cách là xưởng rượu Canada đầu tiên giành được giải thưởng quốc tế lớn tại triển lãm Vinexpo 1991 diễn ra ở Pháp, đưa vang Canada lên trường quốc tế. Xưởng rượu điền trang Pillitteri nổi lên vào thập kỷ 2000 và nay đã trở thành xưởng rượu vang đá điền trang lớn nhất thế giới. Vào tháng 11 năm 2006, nhà sản xuất Royal DeMaria cho ra mắt năm két vang đá Chardonnay loại chai 375 mL, mỗi chai có giá 30,000 CAD và nghiễm nhiên trở thành dòng rượu vang đắt giá nhất thế giới.

### Châu Âu

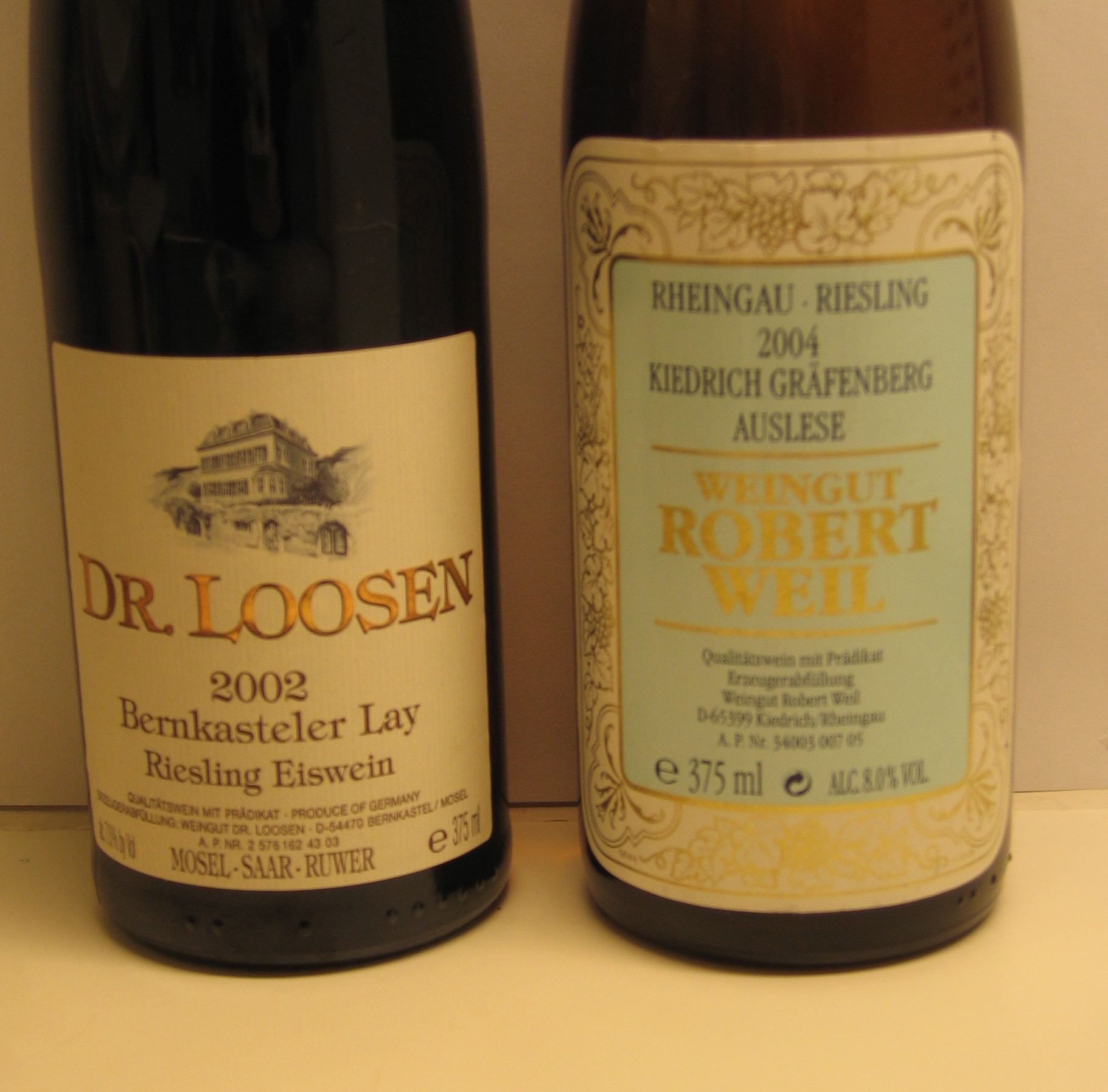
Sản phẩm rượu vang đá của xưởng vang Ernst Loosen, có trụ sở tại xứ trồng nho Rhine Palatinate.

Rượu vang đá Eiswein của Đức thuộc hàng đắt nhất cũng như nổi tiếng nhất. Mặc dù vậy rượu vang đá cũng được sản xuất tại một số quốc gia châu Âu khác như Áo, Ba Lan, Croatia, Đan Mạch, Gruzia, Hungary, Litva, Luxembourg, Moldova, Pháp, Rumani, Séc, Slovakia, Slovenia, Tây Ban Nha, Thụy Điển,Thụy Sĩ và Ý nhưng với sản lượng có hơi ít hơn. Rượu Eiswein được phân vào hạng mục Prädikatswein (rượu vang thượng hạng) trong hệ thống phân loại rượu vang Đức. Thuật ngữ tiếng Pháp Vin de glace được dùng cho rượu vang đá trong hệ thống phân loại vang Luxembourg nhưng lại không được dùng trong hệ thống phân loại vang của Pháp (đôi khi thuật ngữ này được thấy trên một số ít chai rượu vang đá có xuất xứ từ vùng Alsace). Hầu hết các vùng ở Pháp đều có khí hậu ấm áp, không thích hợp để sản xuất loại rượu vang này.

### Nhật Bản
Xưởng rượu Furano tại thành phố Furano, tỉnh Hokkaidō của Nhật Bản sản xuất rượu vang đá vào mùa đông hằng năm. Rượu vang đá của vùng Furano có sản lượng không nhiều nên chỉ được nghệ nhân sản xuất với số mẻ giới hạn và được bán ngay tại xưởng, cách ga Furano khoảng 3.3 km. Rượu vang đá Furano chỉ có duy nhất loại màu đỏ.

### Hoa Kỳ
Các xưởng rượu tại miền bắc bang Michigan áp dụng quy tắc phân loại rượu vang của Đức, tức là chỉ những rượu vang nào được làm từ nho được hái khi còn đóng băng ở trên giàn thì mới được coi là rượu vang đá. Năm 2002, có 13,000 chai vang đá dung tích 375 mL được sản xuất bởi sáu xưởng rượu tại bang Michigan, một con số kỷ lục đương thời. Các xưởng rượu mới thành lập sau này gần hồ Erie (nhất là tại bang Pensylvania, New York và quận Ashtabula, bang Ohio) cũng sản xuất rượu vang đá.
Luật pháp Hoa Kỳ đối với rượu vang đá quy định rằng nho nguyên liệu phải ở trạng thái đông lạnh tự nhiên khi thu hoạch. Theo Cục thuế - thương mại rượu và thuốc lá Hoa Kỳ (Alcohol and Tobacco Tax and Trade Bureau): "Rượu vang được làm từ nho đông lạnh sau thu hoạch không được dán nhãn 'rượu vang đá' hoặc bất kể một nhãn tên biến thể cùng nghĩa, nếu cần cho biết rằng sản phẩm rượu vang được làm từ nho đông lạnh mà không phải là rượu vang đá, nhãn được cấp phép cần có thông tin cho biết rằng nho nguyên liệu được cấp đông sau thu hoạch."

## Sản xuất

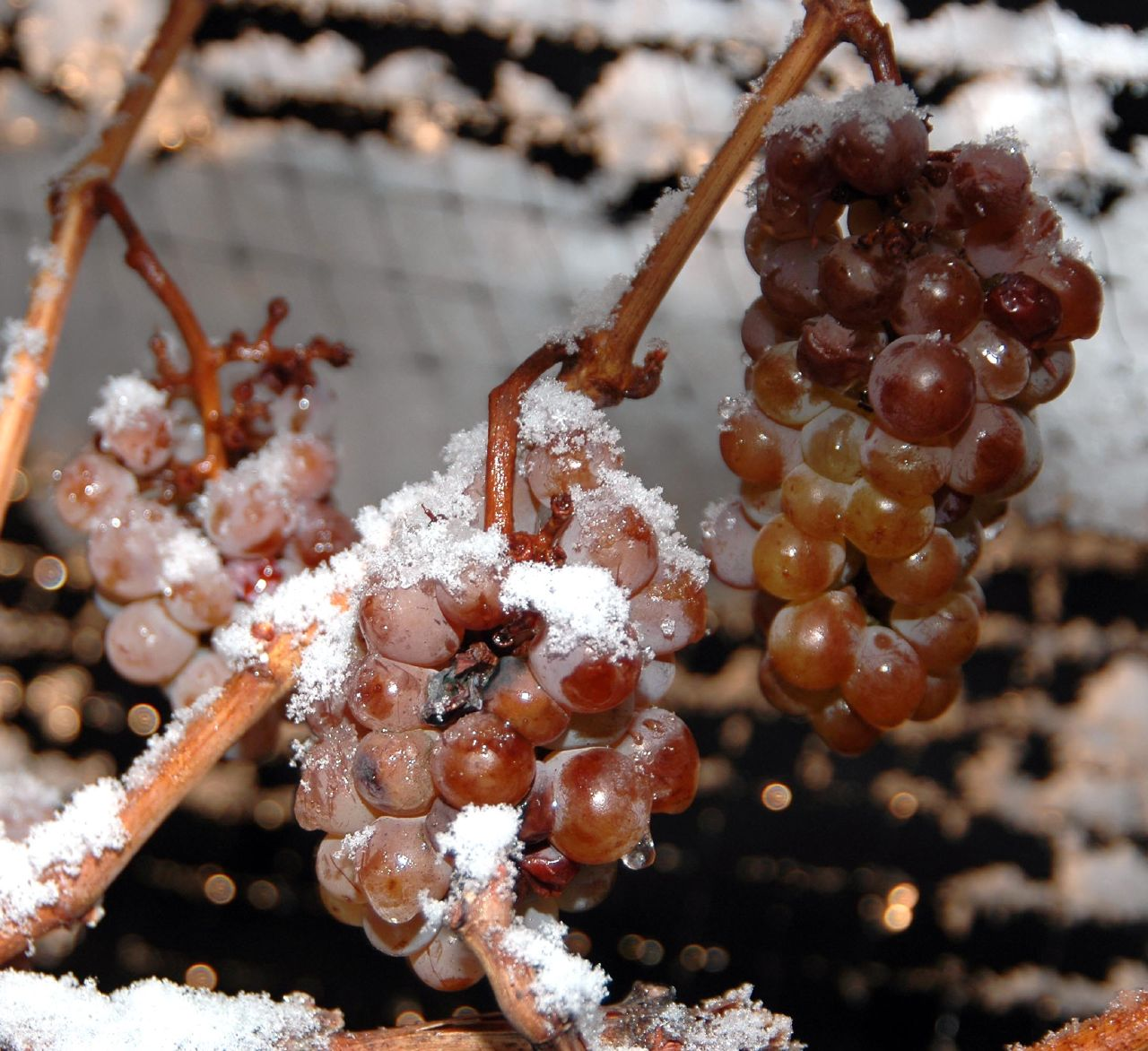
Nho đóng băng trên giàn (Niagara)

Nho vang đá sau khi chín cần phải để đông lạnh tự nhiên ở trên giàn trong điều kiện nhiệt độ thấp (dưới −8 °C theo quy định của Canada, dưới −7 °C theo quy định của Đức) cũng như trong một khoảng thời gian dài hơn vài tháng so với vụ thu hoạch nho thông thường. Nhiệt độ ngoài trời không đủ làm đông lạnh nho kịp thời có thể khiến nho bị hỏng. Ngược lại, nhiệt độ ngoài trời rét quá đậm thì máy ép sẽ không thể ép được nước từ trái nho đông lạnh. Vào thập niên 1990, xưởng rượu Vineland tại tỉnh Ontario, Canada đã bị hư hại một thiết bị ép nho bằng túi khí do nho đông lạnh khi ép quá cứng (nhiệt độ nho lúc đó rất thấp, khoảng −20 °C). Vụ thu hoạch nho diễn ra càng muộn, quả nho sẽ hoặc là bị rụng ngày càng nhiều, hoặc là bị thú tự nhiên ăn mất. Do việc ép nho phải được thực hiện khi nho còn đông cứng, người công nhân thường phải hái chùm nho sao cho thật mau trong điều kiện đêm tối hoặc là rạng sáng, còn người công nhân làm trong hầm rượu phải làm việc mà không được sưởi ấm trong tiết trời lạnh.
Trái nho đóng băng khi được sau khi được nghiền ra sẽ trải qua một quá trình lên men lâu hơn bình thường do có hàm lượng đường lớn, có thể mất đến một vài tháng với sự can thiệp của một số chủng nấm men chuyên dụng (trong khi quá trình lên men của rượu thông thường chỉ mất từ vài ngày đến vài tuần). Lý do rượu vang đá có giá thành cao hơn đáng kể so với rượu vang thường là vì số nho đóng băng cho ra lượng nho nghiền thấp hơn so với nho tươi cũng như các khó khăn và yêu cầu khắt khe trong quá trình chế biến. Loại rượu vang này thường được đóng vào các chai với dung tích 375 mL hoặc 200 mL.